# Nothodiplax dendrophila
Nothodiplax dendrophila är en trollsländeart som beskrevs av Belle 1984. Nothodiplax dendrophila ingår i släktet Nothodiplax och familjen segeltrollsländor. IUCN kategoriserar arten globalt som otillräckligt studerad. Inga underarter finns listade i Catalogue of Life.